# Рок-Айлендский арсенал
Рок-А́йлендский арсена́л — крупнейший американский государственный военный арсенал, производящий оружие. Производство оружия ведётся с 80-х годов XIX века. Арсенал включён в Национальный реестр исторических мест США.

## Музей Рок-Айлендского арсенала
Музей Рок-Айлендского арсенала основан 4 июля 1904 года. Второй по старшинству военный музей США после Музея Военной академии США. Во время Первой и Второй мировых войн прерывал свою деятельность дабы высвободить помещения под военное производство. Музейная экспозиция в основном посвящена истории арсенала. Музей обладает значительной коллекцией стрелкового оружия, действует выставка бронетехники под открытым небом.
|                                                                                            |  |
| Коллекция стрелкового оружия различных производителей и исторических эпох в музейном фонде |  |